# Anatool
Anatool is een personage uit de Vlaamse stripreeks Jommeke. Hij is Jommekes aartsvijand. Anatool is altijd op zoek naar een groot fortuin en schuwt de misdaad niet.
Voor bedenker Jef Nys stond dit nevenpersonage op de eerste plek van zijn persoonlijke voorkeuren.

## Omschrijving
Anatool draagt altijd een wit hemd met daarboven een gilet in zwart en geel en een zwarte pitteleer. Verder draagt hij een zwart strikje, een paarse kniebroek en daaronder lange witte kousen. Opvallend zijn zijn zwarte schoenen met hoge hakken. Dit is een oude butleruitrusting. Anatool komt dan ook vaak in beeld als butler of knecht van rijke mensen. 
Anatool komt al voor het in eerste album van Jommeke. In zowat elk album waar hij voorkomt, is hij de slechterik. Doorgaans wil hij een schat of geld stelen, maar Jommeke en zijn vrienden beletten hem dat steeds. In tegenstelling tot bijvoorbeeld de koningin van Onderland, een andere aartsvijand van Jommeke, heeft hij soms toch een goede kant. Zo staat hij Jommeke zelden naar het leven, maar streeft hij vooral rijkdom na. Hij vermomt zich vaak, waardoor Jommeke hem niet altijd herkent, zoals in Paradijseiland, Het Jampuddingspook en Diep in de put. Jommeke kan hem echter steeds ontmaskeren. 
Anatool woont in een krot nabij een bos in Zonnedorp. In album 126, Het bal van Mathilde verschijnt zijn pleegmoeder voor het eerst, maar zij komt maar in enkele albums voor. Verder heeft hij geen familie. In sommige albums heeft hij een handlanger, Smosbol. Hij werkt ook vaak samen met Kwak en Boemel. 
In album 245 zingt Anatool het bekende Vlaamse kinderliedje Vrolijke vrienden van Bob Davidse uit 1958. In album 249 zingt hij een liedje van de Vlaamse zanger Will Tura.

## Albums
Anatool komt, onder andere, voor in volgende albums: De jacht op een voetbal, De schildpaddenschat, Paradijseiland, Het Jampuddingspook, Diep in de put, De zeven snuifdozen, Jommeke in de knel, Anakwaboe, Diamanten in de zoo, De zilveren giraf, De groene maskers, De plastieken walvis, Broeder Anatolius, De Kuko-eieren, De gele spin, De sprekende ezel, Het jubilee, De vampier van Drakenburg, De lappenpop van Anatool, Drie toverstokjes en De pruik van Anatool.

## In andere reeksen
- In de satirestrip Paniek in Stripland speelt Anatool een belangrijke rol als een van de stripslechteriken.